# Dunsfold Aerodrome
Dunsfold Aerodrome (engelska: Royal Canadian Air Force Station Dunsfold) är en flygplats i Storbritannien.   Den ligger i grevskapet Surrey och riksdelen England, i den södra delen av landet, 50 km sydväst om huvudstaden London. Dunsfold Aerodrome ligger 55 meter över havet.
Terrängen runt Dunsfold Aerodrome är huvudsakligen platt, men åt nordost är den kuperad. Terrängen runt Dunsfold Aerodrome sluttar söderut. Runt Dunsfold Aerodrome är det ganska tätbefolkat, med 239 invånare per kvadratkilometer. Närmaste större samhälle är Guildford, 13,1 km norr om Dunsfold Aerodrome. Trakten runt Dunsfold Aerodrome består i huvudsak av gräsmarker.